# Stenocara
Genre
Stenocara est un genre d'insectes coléoptères de la famille des Tenebrionidae.
Ces scarabées de Namibie recueillent la condensation de l'eau sur leur carapace. Pour se désaltérer, ils se penchent en avant et les gouttes d'eau glissent dans des micro-rainures de leur carapace jusqu'à leur orifice buccal.
Ce phénomène utilise des propriétés particulières de mouillage de la carapace de l'animal, utilisant la tension de surface. La recherche en physique et chimie tente de concevoir des surfaces ayant des propriétés semblables. C'est un exemple de biomimétisme.

## Liste d'espèces
Selon NCBI (7 juin 2011) :
- Stenocara gracilipes